# Глибовець Микола Миколайович
Глибовець Микола Миколайович — засновник і фундатор кафедри інформатики, департаменту комп'ютерних наук, факультету інформатики НаУКМА.

## Біографія
Народився 18 лютого 1957 р. у с. Морівськ, Козелецького району, Чернігівської області. У 1974—1979 рр. навчався на факультеті кібернетики Київського державного університету імені Т. Г. Шевченка. З 1979 по 1980 р. — інженер, молодший науковий співробітник НДЧ факультету кібернетики Київського національного університету (КНУ) імені Тараса Шевченка. З 1980 по 1988 рр. — асистент кафедри теоретичної кібернетики та кафедри математичної інформатики факультету кібернетики КНУ імені Тараса Шевченка. З 1988 по 1993 рр. — старший викладач кафедри економічної кібернетики факультету кібернетики КНУ імені Тараса Шевченка. З 1993 по 1995 рр. — доцент кафедри математичної інформатики факультету кібернетики КНУ імені Тараса Шевченка. З 1993 по 1994 рр. — доцент природничого факультету Національного університету «Києво-Могилянська академія» (0.5 ставки). З 1994 по 2015 рр. завідувач кафедри інформатики (природничого факультету, департаменту комп'ютерних технологій, факультету інформатики Національного університету «Києво-Могилянська академія» (НаУКМА). З 1998 по 2000 рр. — керівник департаменту комп'ютерних технологій НаУКМА. З 2000 по 2019 рр. — декан факультету інформатики НаУКМА. З 2019 р. — професор кафедри інформатики факультету інформатики НаУКМА.
У 1994 році створив і по нині — голова редколегії часопису: «Наукові записки НаУКМА. Комп'ютерні науки». З 2000 р. Голова вченої ради факультету інформатики НаУКМА. У 2018—2019 рр. голова Науково-методичної комісії МОН України № 8 з інженерії. З 2007 р. член спеціалізованих рад по захисту дисертацій факультету кібернетики Київського національного університету ім. Т. Шевченка та інституту кібернетики АН України.
Стажувався у Технологічному університеті м. Тампере (Фінляндія, 1989—1990), Бостонському університеті (США, 2006).

## Досягнення та нагороди
Доктор фізико-математичних наук (2007). Професор (2008). Академік Академії наук Вищої Школи України (2014). Нагороджений: премія для молодих вчених імені Миколи Островського (1979), медаль «Петро Могила» (2007), Подяка київського міського голови «За вагомий особистий внесок у розвиток вітчизняної науки» (2008), знаками МОН України «Відмінник освіти України» (2015), «Заслужений діяч науки і техніки України» (2016), «Лауреат Державної премії України в галузі науки і техніки» (2018).

## Праці
Автор понад 180 наукових праць, в тому числі:
1. 7 монографій
  - Основи комп'ютерних алгоритмів. Київ: Видавничий дім «КМ Академія», 2003. — с. 452;
  - Програмні засоби створення і супроводу розподіленого навчального середовища / М. М. Глибовець, І. В. Сергієнко, С. С. Гороховський, А. М. Глибовець. Національний університет «Києво-Могилянська академія». — Київ: [НаУКМА], 2012.–709;
  - Веб сервіси оброблення документів / Глибовець М. М., Жигмановський А. А., Заболотний Р. І., Захоженко П. О.. Національний університет «Києво-Могилянська академія». — Київ: [НаУКМА], 2012., 212с.;
  - Програмні агенти / Глибовець А. М., Глибовець М. М., Гороховський С. С., Сидоренко М. О.. М. — К.: НаУКМА, 2013., 204с.;
  - Пошук інформації / Анісімов А. В., Глибовець А. М., Глибовець М. М. – Київ: [НаУКМА], 2015., 283 с.;
  - Методи та новітні підходи до проектування, управління і застосування високопродуктивних IT-інфраструктур / Бойко Ю. В., Волохов В. М., Глибовець М. М. та ін. — Київ: Київ. ун-т, 2016. — 447 с.;
  - Glybovets M. M., Gulayeva N. M. Evolutionary Multimodal Optimization [book chapter] // Springer, Optimization and Its Applications. Volume 130, 2018, PP. 137—181.
2. 2 підручники
  - Штучний інтелект / Глибовець М. М., Олецький О. В. / Київ, Видавничий дім «КМ Академія», 2002., с.365.;
  - Еволюційні алгоритми / Глибовець А. М., Гулаєва Н. М. / М. — К.: НаУКМА, 2013., 828с..
3. 8 навчально-методичних посібників.

## Наукова діяльність
Основна галузь наукової діяльності — розподілені інтелектуальні системи, їх моделі та методи створення програмних систем.
Створив наукову школу «Програмні системи розробки та супроводу інтелектуальних розподілених систем». Спільні дослідження школи з Технічним університетом м. Лейпциг (HTWK, ФРН) «eMeReCU: e-learning- international» були представлені окремою експозицією на Всесвітній комп'ютерній виставці CEBIT 2004 в м. Гановері, ФРН.